# The Golden Age (álbum)
The Golden Age é o álbum de estreia do cantor, compositor e diretor francês Woodkid. Foi lançado em 18 de março de 2013 pela gravadora independente Green United Music. Lemoine lançou a capa oficial do álbum através de um vídeo que ele mesmo criou em 14 de dezembro de 2012 e lançou a lista de faixas correspondente do álbum uma semana depois, em 21 de dezembro de 2012, em sua página oficial no Facebook.
Durante uma entrevista ao NBHAP, Lemoine indicou que The Golden Age foi inspirado em sua infância, que ele considerava sua "Era de Ouro".

## Singles
Três músicas que aparecem no álbum foram lançadas como singles:
- "Iron" - Lançado em 28 de março de 2011
- "Run Boy Run" - Lançado em 21 de maio de 2012
- "I Love You" - Lançado em fevereiro de 2013 para coincidir com o lançamento oficial do álbum

"Run Boy Run" foi usado em vários anúncios do O2 (dublados por Sean Bean).
O videoclipe da faixa "Run Boy Run" do Woodkid foi indicado para Melhor Videoclipe Curto no Grammy Awards de 2013 . Foi dirigido pelo próprio Yoann Lemoine (Woodkid).

## Recepção

### Resposta crítica
| Críticas profissionais | Críticas profissionais |
| Pontuações agregadas   | Pontuações agregadas   |
| Fonte                  | Avaliação              |
| ---------------------- | ---------------------- |
| Metacritic             | 66/100                 |
| Avaliações da crítica  |                        |
| Fonte                  | Avaliação              |
| AllMusic               | [ 8 ]                  |
| The Guardian           | [ 1 ]                  |
| PopMatters             | 5/10                   |

No Metacritic, o álbum tem uma pontuação de 66 em 100, com base em 9 avaliações.
Logan Smithson, do PopMatters, afirma: "Não pode haver dúvida contra o fato de que The Golden Age parece poderoso. Seja mais um thriller impensado de Michael Bay ou uma aventura profunda com os meandros de Christopher Nolan, definitivamente há uma abundância de explosões e valores de produção que o manterão na ponta do seu assento. Não há muitos álbuns que soem como The Golden Age do Woodkid. Se você estiver com disposição para algo ousado, com produção barulhenta e letras poéticas, The Golden Age pode valer a pena ouvir. Pode não ser uma experiência que fique com você a longo prazo."
Heather Phares, da AllMusic, disse que, embora "seja além do clichê chamar música orquestral arrebatadora "de filme", mas no caso do álbum de estreia do diretor de videoclipes Yoann Lemoine como Woodkid, The Golden Age, o termo se encaixa". Ele também afirmou que "a música de Lemoine está mais alinhada com Antony & the Johnsons - canções pródigas, muitas vezes incendiárias que combinam cenários dramáticos com seus vocais encantadoramente imperfeitos", e, apesar do fato de ser "às vezes um álbum exaustivo, The Golden Age mostra que Lemoine é habilidoso em fazer música e também em videoclipes."

## Lista de músicas
| N.º | Título               | Compositor(es)                                               | Duração |  |
| 1.  | "The Golden Age"     | Yoann Lemoine, Dany Héricourt                                | 3:44    |  |
| 2.  | "Run Boy Run"        | Lemoine, Ambroise Willaume                                   | 3:33    |  |
| 3.  | "The Great Escape"   | Lemoine, Héricourt, Guillaume Brière                         | 3:17    |  |
| 4.  | "Boat Song"          | Lemoine, Mitchell Yoshida                                    | 4:28    |  |
| 5.  | "I Love You"         | Lemoine, Willaume, arranjado por Ambroise Willaume           | 3:51    |  |
| 6.  | "The Shore"          | Lemoine                                                      | 4:14    |  |
| 7.  | "Ghost Lights"       | Lemoine, arranjado por Ambroise Willaume                     | 3:41    |  |
| 8.  | "Shadows"            | Lemoine                                                      | 2:02    |  |
| 9.  | "Stabat Mater"       | Lemoine, Héricourt, SebastiAn, arranjado por SebastiAn       | 2:49    |  |
| 10. | "Conquest of Spaces" | Lemoine, Héricourt                                           | 4:30    |  |
| 11. | "Falling"            | Lemoine                                                      | 0:44    |  |
| 12. | "Where I Live"       | Lemoine                                                      | 4:26    |  |
| 13. | "Iron"               | Lemoine, arranjado por Gustave Rudman                        | 3:23    |  |
| 14. | "The Other Side"     | Lemoine, Héricourt, SebastiAn, arranged by Ambroise Willaume | 3:41    |  |

## Paradas
| Parada (2013)                         | Posição alcançada |
| ------------------------------------- | ----------------- |
| Áustria (Ö3 Austria Top 40)           | 13                |
| Bélgica (Ultratop Flandres)           | 34                |
| Bélgica (Ultratop Valônia)            | 6                 |
| Países Baixos (Dutch Charts)          | 23                |
| França (SNEP)                         | 2                 |
| Alemanha (Offizielle Deutsche Charts) | 8                 |
| Irlanda (IRMA)                        | 74                |
| Itália (FIMI)                         | 55                |
| Suíça (Schweizer Hitparade)           | 4                 |
| Reino Unido (Official Albums Chart)   | 38                |
| Estados Unidos (Billboard 200)        | 133               |
| Estados Unidos (Top Rock Albums)      | 38                |

| Parada (2013)                      | Posição |
| ---------------------------------- | ------- |
| Belgian Albums (Ultratop Wallonia) | 74      |
| French Albums (SNEP)               | 45      |
| Swiss Albums (Schweizer Hitparade) | 72      |

| Parada (2014)                      | Posição |
| ---------------------------------- | ------- |
| Belgian Albums (Ultratop Wallonia) | 165     |
| French Albums (SNEP)               | 139     |

## Certificações
| País     | Fornecedor | Certificação |
| -------- | ---------- | ------------ |
| Alemanha | BVMI       | Ouro         |
| Suíça    | IFPI       | Ouro         |